# Brachistus knappiae
Brachistus knappiae là loài thực vật có hoa trong họ Cà. Loài này được Mont.-Castro & Sousa-Peña mô tả khoa học đầu tiên năm 2008.